# Angry Birds Star Wars 2
Angry Birds Star Wars 2 (укр. Сердиті птахи: Зоряні Війни 2) — відеогра-головоломка, розроблена фінською компанією Rovio Mobile. Гра розвиває ідеї попередниць в антуражі «Зоряних війн»: гравець з допомогою модифікованої лазерної рогатки повинен стріляти птахами або свинями, в своїх ворогів залежно від прийнятої сторони.
Гра по суті являє собою модифіковану версію класичної гри, зберігаючи свої основні характеристики стіляння з рогатки по ворогах. Разом з тим вона містить багато нововведень. У грі вперше із серії про птахів і свиней гравець може обрати свою сторону і відповідно отримати у своє розпорядження певний набір юнітів та сюжет залежно від Темної сторони (свині) чи Світлої сторони (птахи). Це є посиланням на всесвіт «Зоряних війн» де є світла (Джедаї) і темна (Ситхи) сторона конфлікту.

## Ігровий процес
Ролики гри загалом копіюють сюжет певних епізодів з саги «Зоряні Війни».

### Види птахів
| Птах                             | Особливості |
| -------------------------------- | --- |
| Ред                              | |
| Джей, Джим и Джейк(синяя троица) | |
| Чак                              | |
| Бомб                             | |
| Матильда                         | |
| Білий птах з бантиком            | |
| Зелені птахи                     | |
| Чубака (Великий Брат)            | Чубака в грі не володіє якимись спец прийомами за виключенням великої сили має здатність пробивати і спричиняти важкі руюнування, пробиває більшість укриттів Свинячої сторони. Якщо натиснути на нього в польоті, гаркне як Чубака із фільму. |
| Помаранчеві птахи або Птахи-Кулі | |
| Могучий орел                     | |

### Види ворогів
| Свиня                     | Особливості      |
| ------------------------- | ---------------- |
| Звичайна свиня            |                  |
| Звичайна свиня — дівчинка |                  |
| Шоломниця                 | Свині в шоломах. |
| Вусатий барон             |                  |
| Король свиней             |                  |

### Види блоків
| Блок       | Особливості |
| ---------- | --- |
| Дерево     | Ламається після першого попадання жовтим птахом. В епізоді Angry Birds Seasons «Year of the Dragon» присутні також і червоні блоки, з міцністю дерев'яних. |
| Лід (скло) | Розбивається після першого попадання синім птахом. |
| Камінь     | Ламається після першого попадання чорним птахом. |